# Avicennia lanata
Avicennia lanata là một loài thực vật thuộc họ Acanthaceae. Đây là loài đặc hữu của Malaysia. Chúng hiện đang bị đe dọa vì mất môi trường sống.